# Batrachoseps nigriventris
Batrachoseps nigriventris är en groddjursart som beskrevs av Cope 1869. Batrachoseps nigriventris ingår i släktet Batrachoseps och familjen lunglösa salamandrar. IUCN kategoriserar arten globalt som livskraftig. Inga underarter finns listade.